# アップミンスター駅
アップミンスター駅（アップミンスターえき、英語: Upminster station） は、イギリスのロンドン東部、ハヴァリング・ロンドン特別区アップミンスターにある鉄道駅である。

## 概要
ロンドン地下鉄ディストリクト線およびロンドン・オーバーグラウンド、ナショナル・レールのc2cが運行する列車の発着がある。
この駅はロンドン地下鉄で最も東の駅であり、フェンチャーチ・ストリート駅から下り側に東に15マイルのところにある。
トラベルカード・ゾーン6に属していて、駅の営業はc2cが行っている。

## 歴史
この駅は1885年にロンドン・ティルベリー&サウスエンド鉄道 (LT&SR) により、ティルベリーを迂回してロンドンとサウスエンドとを直結する新しいルートの駅として開業した。
1902年、ホワイトチャペル・アンド・ボウ鉄道の開業によりメトロポリタン・ディストリクト鉄道の列車がLT&SRの線路まで運行することが可能になった際に、この駅はディストリクト線の東の終点として運行されるようになった。もっとも1905年、ディストリクト線が電化された際に、ディストリクト線の運行はイースト・ハム駅まで（さらに後にはバーキング駅まで）短縮された。
1932年、ロンドン・ミッドランド・アンド・スコティッシュ鉄道 (LMS) が第三軌条方式電化がなされたバーキング駅から線路を複線化 (constructed an additional pair of tracks from Barking) した際に、ディストリクト線の東の終点として再延伸された。
同年、この駅はLMSにより大幅に拡張され、中心駅舎・2つの跨線橋および残りのプラットホームは典型的な1930年代のスタイルで建設された。ロムフォードへの運行のための更なるホームは後に追加された。「Station Road」およびタクシー乗り場へのアクセスを与える駅舎は近代的に拡張・再開発され、W H Smith・cobblers/dry cleanersおよびタパスレストランとして現在使用される3棟を含めた。
1番線に残る、元々のビクトリア調の駅構造物 (The original Victorian station structures) は改装され、現在は第2切符売場・公衆トイレおよび、「Station Approach」・駅の駐車場への出口を備える待合室として用いられている。
この駅のホーム東端にはロンドン地下鉄の信号所、および駅の数百ヤード東にはc2cの全ての列車運行についての近代的な信号統括センター (signal control centre) が存在する。

## 列車の発着
この駅には7番線までホームがある。1A番線はOckendon駅を経由する当駅始発または終点のリミテッド・サービスが発着する頭端式ホームである。1番線は大抵フェンチャーチ・ストリート行きの本線列車が、2番線はグレイズやシューベリネス行きの列車が発着する。3番線と4番線はディストリクト線の列車が発着する。6番線はロンドン・オーバーグラウンドが運行しているロムフォード行きの列車が発着する。
日中の列車本数は以下の通り。（本数は1時間あたり）
- ナショナル・レール
  - c2c(ロンドン・ティルベリー・アンド・サウスエンド線)
    - 6本 フェンチャーチ・ストリート駅行き
    - 4本 バジルドン駅（英語版）経由シューベリネス駅（英語版）行き
    - 2本 Ockendon経由サウスエンド・セントラル駅（英語版）行き
- ロンドン交通局
  - ロンドン・オーバーグラウンド
    - ロムフォード・アップミンスター線
      - 2本 ロムフォード駅（英語版）行き

  - ロンドン地下鉄
    - ディストリクト線
      - 6本 リッチモンド駅（英語版）行き[8]（ピーク時は7本[9]）
      - 6本 イーリング・ブロードウェイ駅行き[8][9]

## 切符売り場・発券
この駅には2つの切符売り場 (Ticket Offices) があり、共にc2cにより営業されている。主駅事務室は本道 (main road) に面しており、第2事務室は駅駐車場に至る脇道 (side road) に面している。
この駅はほとんどTRIBUTE発券システムを使用しているが、しかしオイスター・カード (Transport for London Oyster Cards) の発売ができるようにする必要があり、2007年3月23日まで2台のAPTIS発券機がcoincidentallyであった（これらは全てのナショナ・レールの路線網で使用され続けている最後に残るAPTIS機であった）。
c2cはFasTISと呼ばれる、TRIBUTEに似た、完全にコンピューターベース (fully computer-based) ながらオイスター・カードの発売も可能である、新しいシステムの試験中である。このシステムはオイスター・カード設備が必要となるトラベルカード・ゾーンのエリア内の他のナショナル・レールの駅（たいていはGunnersbury駅やウィルズデン・ジャンクション駅のようなナショナル・レールとロンドン交通局路線の接続駅）における使用をすでに認可されている。もしc2cの試験が成功すれば、このシステムはc2cの路線網に拡大されるだろう。

## バス路線
ロンドンバスの248、346、347、370系統とスクールバスの646、648、652系統が当駅から発着する。

## 隣の駅
ロンドン交通局
ロンドン地下鉄
■ディストリクト線
アップミンスター・ブリッジ駅 - アップミンスター駅
■ロンドン・オーバーグラウンド
ロムフォード-アップミンスター線
エマーソン・パーク駅 - アップミンスター駅
ナショナル・レール
■c2c
ロンドン・ティルベリー・アンド・サウスエンド線
バーキング駅 - アップミンスター駅 - ウェスト・ホーンドン駅またはOckendon station